# Themira putris
Themira putris – gatunek muchówki z rodziny wońkowatych i podrodziny Sepsinae.
Gatunek ten opisany został w 1758 roku przez Karola Linneusza jako Musca putris.
Muchówka o ciele długości około 4,5 mm. Głowę jej cechuje obecność szczecinek zaciemieniowych i wysokość policzków nieco większa niż szerokość trzeciego członu czułków. Czułki mają barwę czarną i silnie zgrubiałą nasadę aristy. Tułów charakteryzuje obecność szczecinek barkowych oraz całkowicie, biało zarośnięte sternopleury. Przednia para odnóży u samca ma zgrubiałe uda oraz trójkątny wyrostek na pozbawionych drobnych kolców goleniach. U samicy na spodzie przednich ud występują 3–4 drobne kolce, a za nimi seria małych szczecinek.
Owad znany z Hiszpanii, Irlandii, Wielkiej Brytanii, Francji, Belgii, Holandii, Niemiec, Danii, Szwecji, Norwegii, Finlandii, Szwajcarii, Austrii, Włoch, Polski, Litwy, Łotwy, Czech, Słowacji, Węgier, Ukrainy, Rumunii, Bułgarii, Serbii, Czarnogóry, europejskiej części Rosji,  wschodniej Palearktyki i Ameryki Północnej.